# Paul Collins (acteur)
Pour les articles homonymes, voir Paul Collins.
Paul Collins né le 25 juillet 1936 à Londres est un acteur britannique.

## Filmographie

### Cinéma
- 1953 : Peter Pan : John Darling
- 1960 : Piège à minuit : Kevin
- 1983 : Avis de recherche (Without a Trace) de Stanley R. Jaffe
- 1991 : La Liste noire d'Irwin Winkler : Bernard
- 1993 : Président d'un jour : Secrétaire du Trésor
- 1996 : Ultime Décision : Nelson
- 1996 : Mother d'Albert Brooks : Lawyer
- 1999 : Instinct : Tom Hanley
- 2006 : Art School Confidential : Professeur Divid Zipkin
- 2007 : Evan tout-puissant : Congressman Stamp

### Télévision
- JAG : SecNav Alexander Nelson
- Profiler : US Attorney
- Beverly Hills 90210 : John Bardwell
- Matlock : Jim Melbourne

### Jeux Vidéo
- Metal Gear Solid 3: Snake Eater : Directeur de la CIA
- Metal Gear Solid 3: Subsistence : Directeur de la CIA